# ChZTM TE1

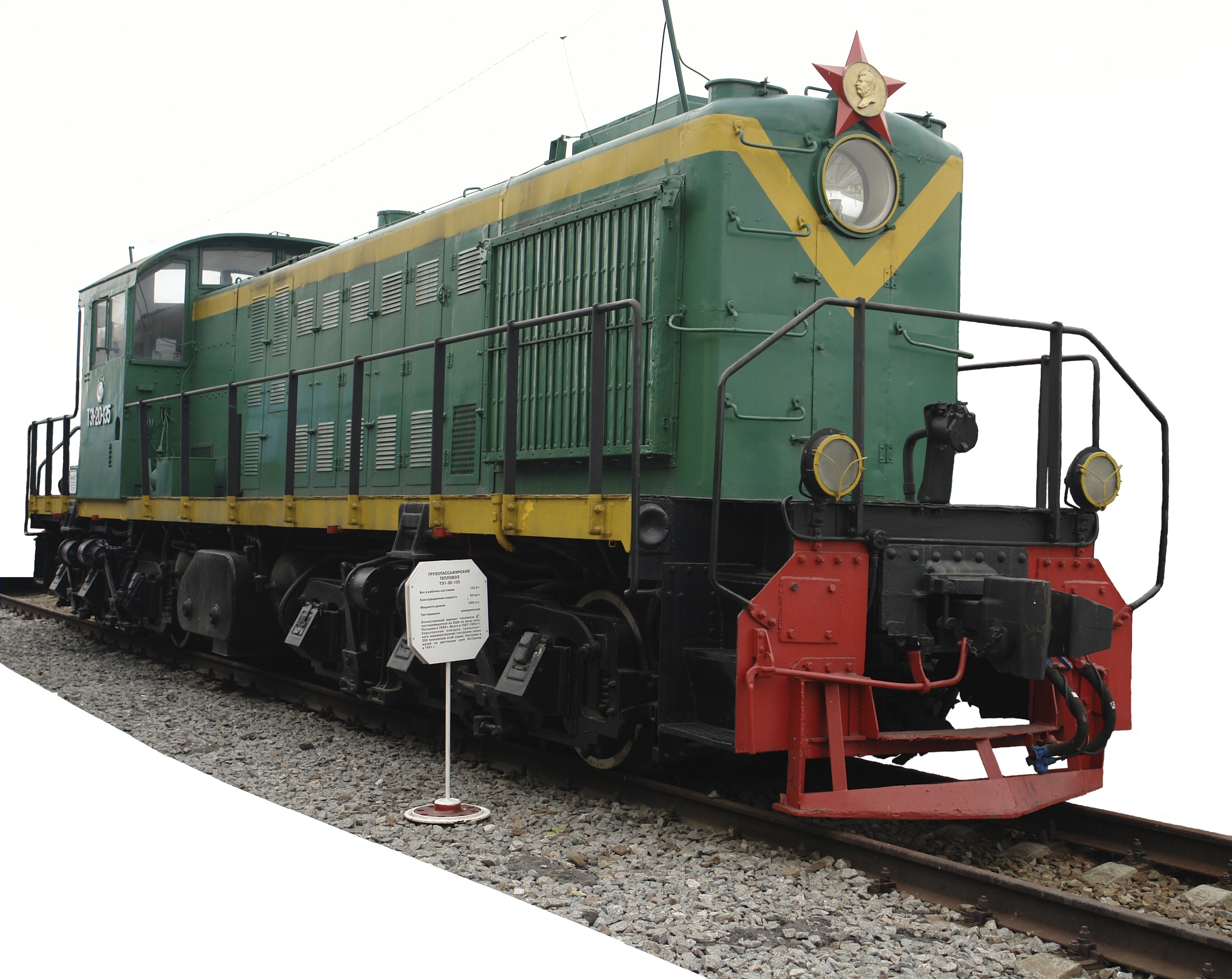
Model lokomotywy TE1-20-135 na białym tle

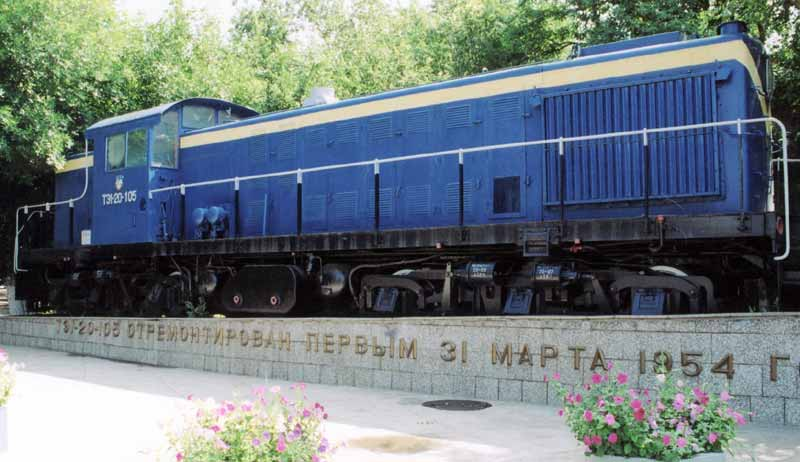
TE1-20-105

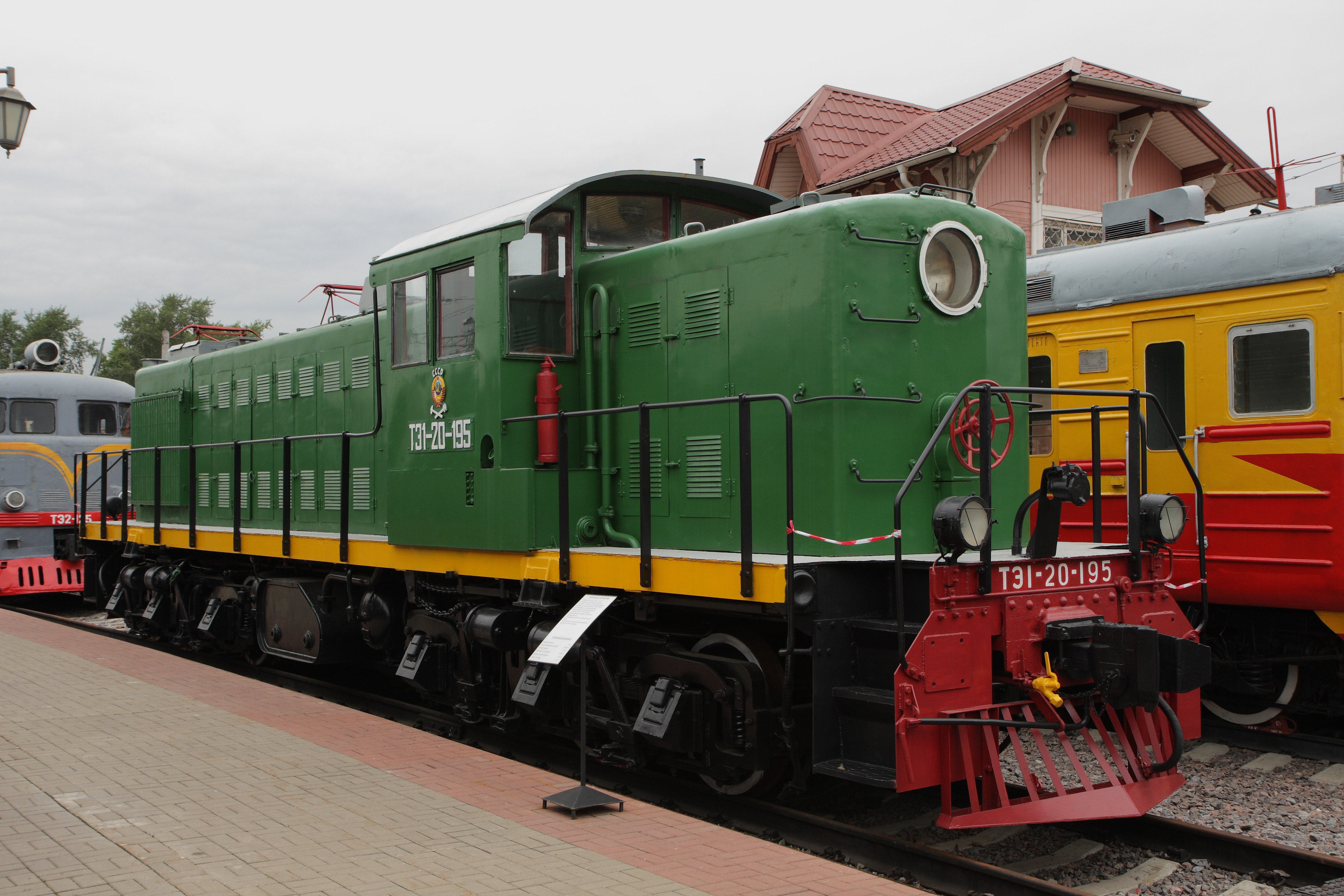
TE1-20-195 od tyłu

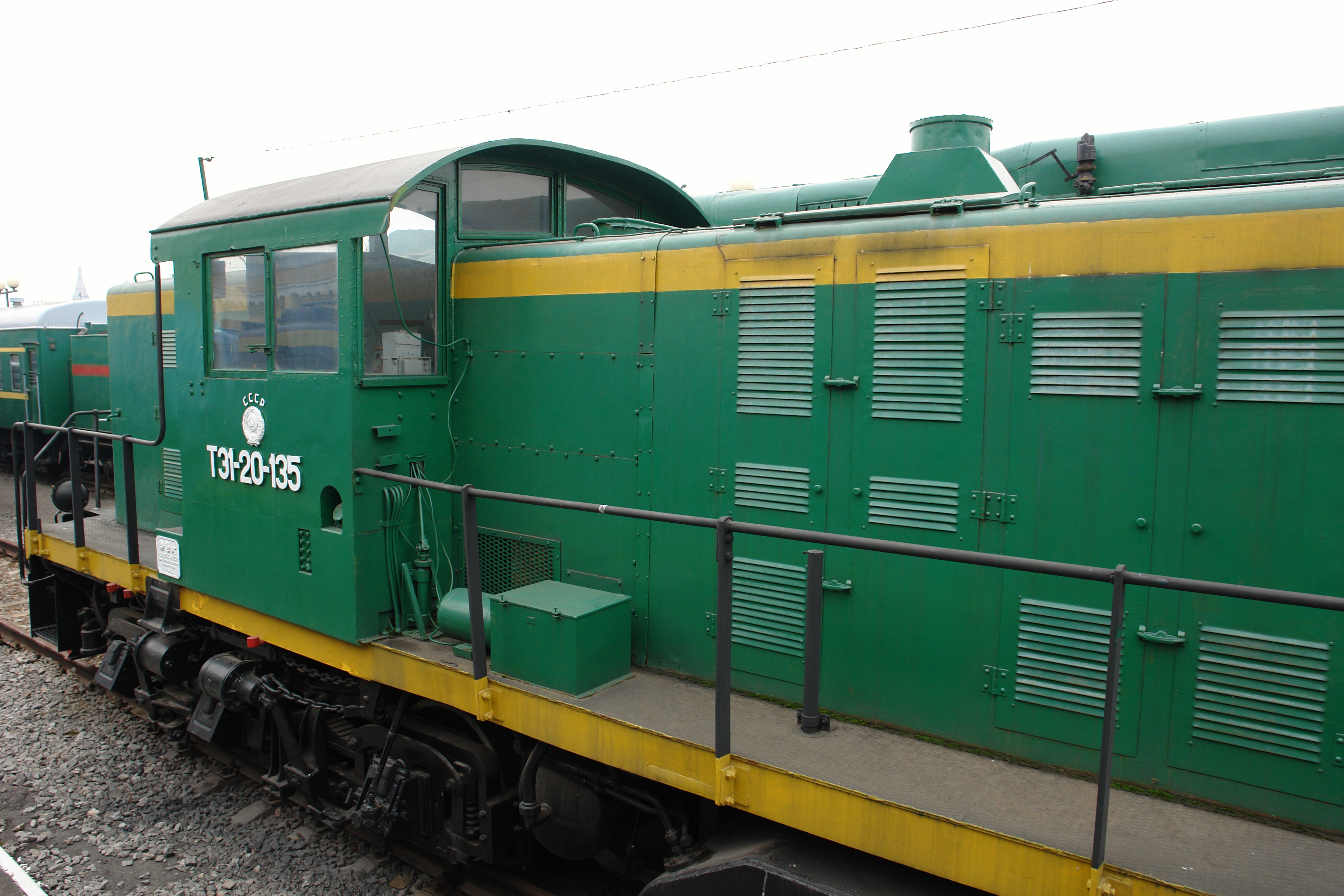
Kabina TE1-20-135

TE1 (ros. ТЭ1) – lokomotywa spalinowa z przekładnią elektryczną produkcji radzieckiej produkowana w latach 1947–1950 przez ChZTM w Charkowie; zmodyfikowana kopia amerykańskiej ALCO RSD-1. Początkowo oznaczone jako TE1-20. Powstało ich ogółem 298 sztuk, z czego 16 przebudowano na napęd gazogeneratorowy pod oznaczeniem TE1G.

## Historia

### Geneza projektu
Przed II wojną światową trakcja spalinowa w ZSRR była słabo rozwinięta – eksploatowano jedynie niewielką liczbę lokomotyw spalinowych przeznaczonych do służby liniowej, które były już w latach 40. mało nowoczesne i miały niedostatki konstrukcyjne. Pod koniec wojny, w 1945 roku ZSRR otrzymał jednak w ramach pomocy wojskowej lend-lease 68 amerykańskich nowoczesnych lokomotyw ALCO RSD-1, oznaczonych w ZSRR jako seria DA (pierwotnie DA20, ros. ДA20). Lokomotywa została uznana za udaną i 7 sierpnia 1945 na posiedzeniu u Stalina, w Dzień Kolejarza, podjęto decyzję rządową o skopiowaniu jej konstrukcji. Zdecydowano umieścić produkcję lokomotyw w byłej Charkowskiej Fabryce Parowozów (ChPZ), przemianowanej na Charkowski Zakład Budowy Maszyn Transportowych (ChZTM). W zakładach tych zgromadzono odpowiednią kadrę specjalistów z zakresu budowy spalinowozów i dostarczono też na wzór lokomotywę DA20-52. Głównym konstruktorem był M. Szczukin.
Konstrukcję lokomotywy dostosowano do radzieckich norm i systemu metrycznego. Średnicę kół zmieniono z 1016 mm (40 cali) na 1014 mm, a od lokomotywy numer 122, na 1050 mm (według innych źródeł, od numeru 124). Zastosowano radziecki system hamulców z rozdzielaczem systemu Matrosowa zamiast Westinghouse’a i baterię akumulatorów o większej pojemności (550 Ah zamiast 360 Ah). Nieco podniesiono prędkości obrotów silnika na środkowych pozycjach (od 2. do 6.) ośmiopołożeniowego kontrolera. O prawie 3 tony wzrosła masa lokomotywy, ze 121 do 123,9 ton. Rozwojem i początkowo produkcją silników trakcyjnych zajmował się moskiewski zakład Dynamo, a prądnicy – Charkowska Fabryka Elektromaszyn (Charkowskij Elektromaszynostritielnyj Zawod). Od 1949 roku produkcję całości osprzętu elektrycznego przejął Charkowski Zakład Elektroosprzętu Spalinowozowego (Charkowskij Zawod Tiepłowoznogo Elektrooborudowanija).

### Produkcja
Pierwszą lokomotywę wyprodukowano w marcu 1947. Początkowo oznaczono je jako seria TE1-20 (ros. ТЭ1-20, T – tiepłowoz – spalinowóz, E – z przekładnią elektryczną, typ pierwszy, 20 – nacisk na oś w tonach). Do zakończenia produkcji w 1950 roku wyprodukowano lokomotywy o numerach od TE1-20-001 do 300, jednakże faktycznie powstało 298 sztuk serii TE1, gdyż lokomotywy o numerach 31 i 32 wykonano jako seria TE5 (według niektórych informacji, było ich pięć).
| Rok  | Liczba sztuk | Numery               |
| ---- | ------------ | -------------------- |
| 1947 | 25           | 001 – 025            |
| 1948 | 66           | 026 – 030, 033 – 093 |
| 1949 | 127          | 094 – 220            |
| 1950 | 80           | 221 – 300            |

### Eksploatacja
Lokomotywy TE1 pierwotnie weszły do służby liniowej na kolejach w południowych rejonach ZSRR: Kolei Ordżonikidzewskiej (lokomotywownia Gudermes), Aszchabadzkiej (lokomotywownia Aszchabad), a także Riazanio-Uralskiej, a później na innych liniach. Od 1948 służyły m.in. do obsługi ruchu pasażerskiego na linii kolejowej moskiewsko-kurskiej. Większość służyła do lat 80.

## Odmiany i konstrukcje pochodne

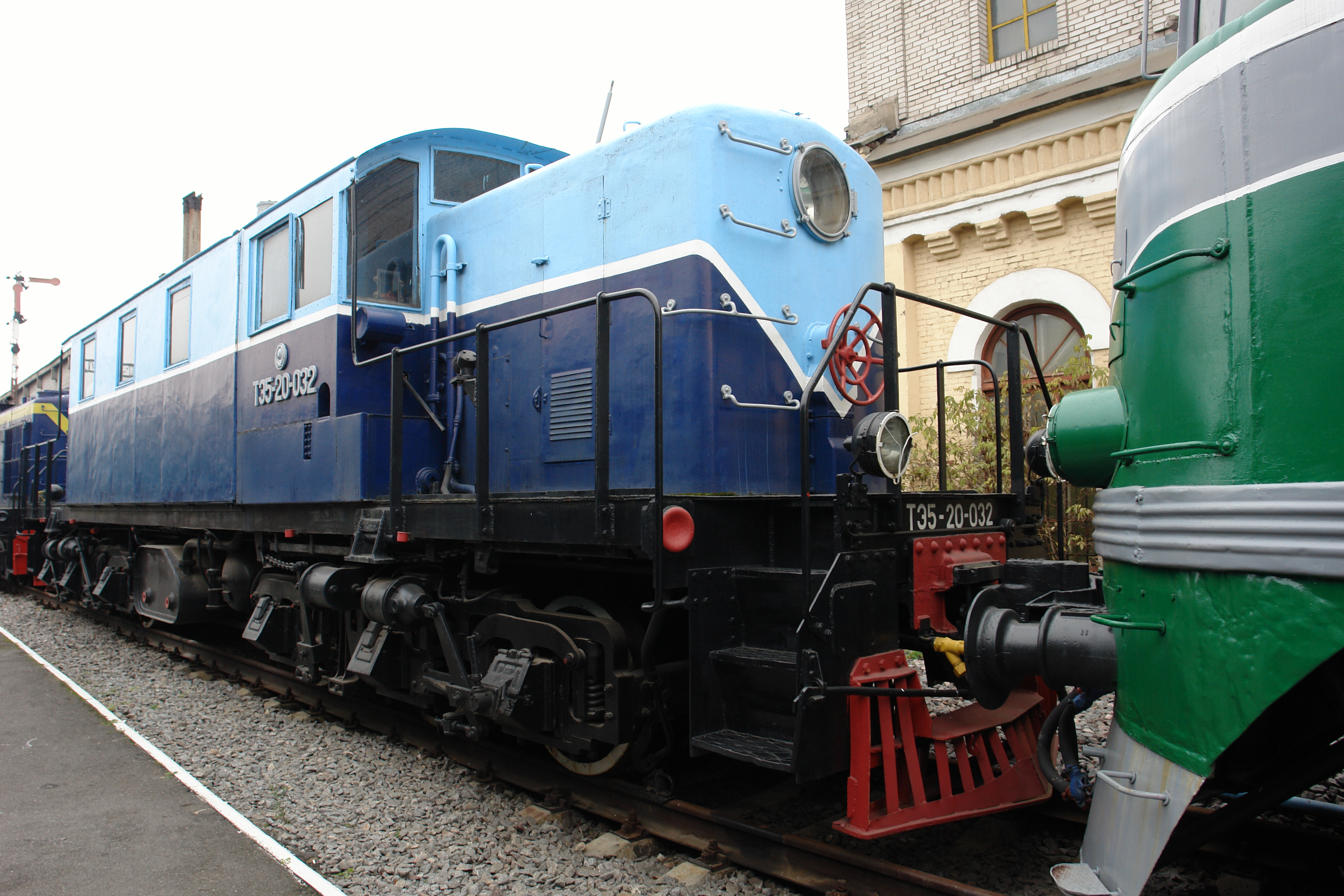
TE5-20-032

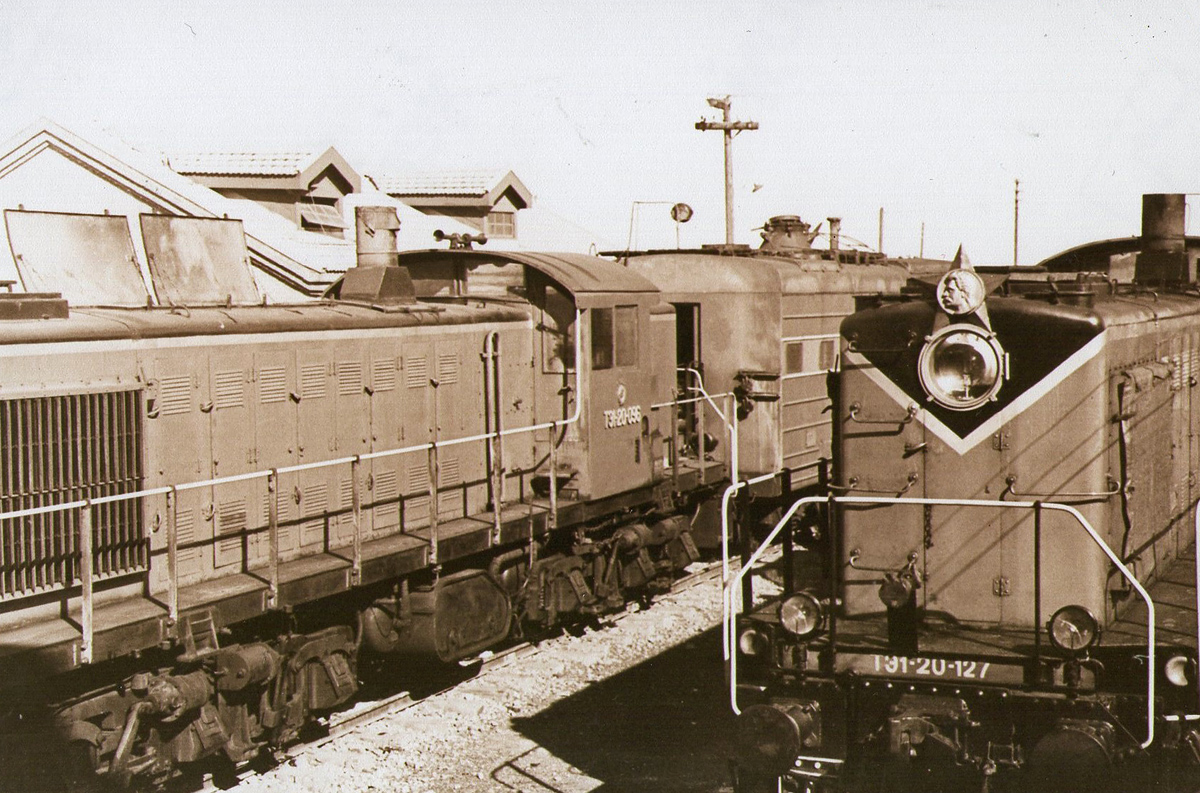
Gazogeneratorowe lokomotywy TE1^{G} na próbach w Chinach

### TE5
Odmianą lokomotywy serii TE1 była seria TE5, której dwa egzemplarze o numerach 31 i 32 powstały w 1948 roku w ramach serii TE1 (według niektórych informacji, powstało ich 5). Odróżniały się one przedłużoną kabiną wagonową na większości długości lokomotywy, obejmującą także silnik i agregat prądotwórczy, w celu jego lepszej izolacji termicznej, dla eksploatacji w zimnych rejonach.

### TE1G
Bazując na wcześniejszych pracach w tej tematyce, Wszechzwiązkowy Instytut Naukowo-Badawczy Transportu Kolejowego zaprojektował modyfikację spalinowozu TE1 z generatorem gazu, do pracy na mieszanym paliwie (olej napędowy i antracyt). Lokomotywa otrzymała oznaczenie TE1G (ТЭ1Г); według innych źródeł: TEG (ТЭГ). W 1950 roku przebudowano w ten sposób lokomotywę nr 187. Oprócz modyfikacji silnika, otrzymała ona czteroosiowy tender (na dwóch wózkach), w którym umieszczono generator gazu. Długość tendra wynosiła 12 100 mm, średnica kół 950 mm; ciężar służbowy lokomotywy z tendrem 194 t. Pod koniec 1951 lokomotywę skierowano do eksploatacji doświadczalnej na Kolej Nadwołżańską. W 1952 w zakładach naprawczych w Ułan Ude przebudowano w ten sposób 5 lokomotyw (114, 146, 176, 209, 210), a w 1954 jeszcze 10 (m.in. numery 90 – 96). Pracowały one w lokomotywowni Wierchnij Baskunczak na Kolei Nadwołżańskiej. Zużycie oleju wynosiło w toku eksploatacji 35–40% zużycia zwykłych TE1. Lokomotywy te jednak okazały się nie całkowicie udane, a obecność pyłu węglowego w gazie powodowała przyspieszoną korozję przewodów i zużycie silników. Dlatego pod koniec lat 50. większość odstawiono lub przebudowano na jedynie olej napędowy. W 1959 roku dwie lokomotywy TE1G przechodziły testy na kolejach chińskich, a jedna z nich została następnie zakupiona. Program rozwoju spalinowozów z generatorami gazu nie był dalej rozwijany z powodu zwiększenia dostępności paliw płynnych w ZSRR.

### Konstrukcje pochodne
Główne podzespoły TE1, przede wszystkim silnik D50 i oprzyrządowanie elektryczne, w tym silniki trakcyjne, wykorzystano do skonstruowania w ChZTM dwuczłonowej lokomotywy TE2 o układzie osi Bo’Bo'+Bo’Bo’ (w latach 1948–1955 wyprodukowano ich 528).
Zbliżonym konstrukcyjnie następcą TE1, w takim samym układzie, była lokomotywa manewrowa TEM1 zakładów BMZ w Briańsku.

## Konstrukcja

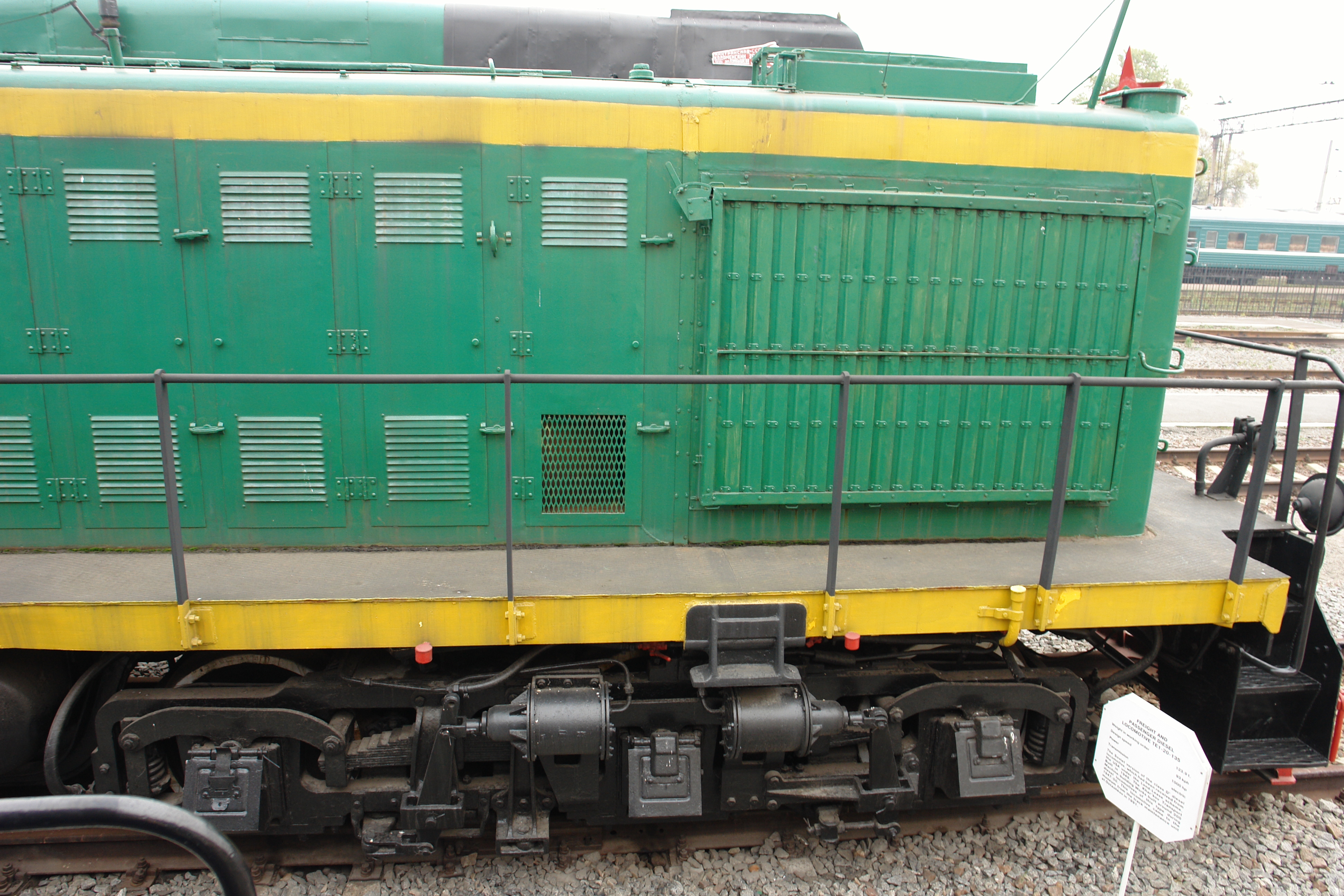
Przedni wózek lokomotywy TE1

Lokomotywa serii TE1, tak samo jak serii DA, zbudowana została w układzie jednokabinowym, z centralną kabiną umieszczoną niesymetrycznie, z długim przedziałem maszynowym z przodu i krótkim przedziałem akumulatorów z tyłu. Kabina wystawała ponad przedziałami przednim i tylnym i miała okna w ścianach szczytowych; jej ściany boczne były pionowe, a dach zaokrąglony po bokach. Przedziały: maszynowy i akumulatorów były węższe od kabiny, z drzwiczkami inspekcyjnymi po bokach, normalnie niedostępne w czasie jazdy. Wokół przedziałów były pomosty z barierkami dla obsługi, na które wejścia znajdowały się w narożnikach lokomotywy, po schodkach. Drzwi do kabiny prowadziły tylko z pomostów: w lewej ścianie przedniej i prawej tylnej. W kabinie było okrągłe siedzenie maszynisty z oparciem po prawej stronie i siedzenie pomocnika na skrzynce narzędziowej; kabina była wyposażona w grzejnik. W przedniej części przedziału silnikowego były umieszczone chłodnice, z wentylatorem u góry, napędzanym od silnika, i żaluzjami w bocznych ścianach.
Ostoja była spawana z dwóch podłużnic w formie profilowanych kształtowników walcowanych, połączonych poprzeczkami, postumentem pod zespół prądotwórczy i czołownicami na końcach. Ostoja opierała się na dwóch wózkach skrętnych. Ramy wózków składały się z dwóch podłużnic, połączonych czterema poprzeczkami. Odsprężynowanie stanowiły sprężyny śrubowe na końcach wózków i resory piórowe pomiędzy kołami. Rozstaw osi w trzyosiowych wózkach był niesymetryczny (wewnętrznych 1905 mm, a zewnętrznych 1525 mm); odległość między czopami wózków wynosiła 9450 mm.
Lokomotywa posiadała przekładnię elektryczną. Sześciocylindrowy czterosuwowy silnik wysokoprężny z turbosprężarką typu D50, o mocy 1000 KM, umieszczony był w ok. 1/3 długości lokomotywy. Średnica cylindrów wynosiła 318 mm, skok tłoka 330 mm (wartości te w oryginalnym amerykańskim silniku wynosiły 317,5 na 330,2 mm). Pojemność skokowa silnika wynosiła 157,2 l. Silnik rozwijał od 270 do 740 obr./min, przy odpowiednio od 1. i 8. pozycji kontrolera. Na wale silnika umieszczona była główna prądnica typu MPT-84/39 (МПТ-84/39), o mocy 620 kW (napięcie maks. 900 V, natężenie prądu 1150 A). Prądnica znajdowała się pośrodku długości lokomotywy i miała masę 4500 kg. Główna prądnica służyła także jako rozrusznik. Lokomotywa wyposażona była ponadto w agregat pomocniczy ze wzbudnicą MWT-25/9 (moc 3,6 kW, napięcie 55 V, 65 A) i pomocniczą prądnicą MWG-25/11 (moc 5 kW, 75 V), służącą do zasilania instalacji lokomotywy. Bateria 32 akumulatorów o oznaczeniu 32TN-550 miała napięcie 64 V i pojemność 550 Ah.
Sześć silników trakcyjnych DK-304B (ДК-304Б) miało moc po 98 kW (napięcie 157 V, natężenie 725 A, 270 obr./min). Przy jeździe z małą prędkością silniki były połączone szeregowo, przy prędkości 9–11 km/h następowało automatyczne przełączenie na tryb szeregowo-równoległy (w grupach po trzy silniki), a przy 20–25 km/h uruchamiało się osłabianie pola. Podobnie, jak w amerykańskim pierwowzorze, pełną moc prądnica główna osiągała przy prędkościach do 20–25 km/h, a na skutek ogranicznika wzbudzania, przy prędkości 60 km/h można było osiągać tylko ok. 55% mocy (charakterystyki te były odpowiednie raczej dla pracy manewrowej).
Prędkość maksymalna była określona na 90 km/h dla lokomotyw z kołami średnicy 1014 mm i 93 km/h z kołami średnicy 1050 mm (od numeru 122). Masa paliwa wynosiła 5150 kg, oleju 320 kg i piasku do piasecznicy 1200 kg. Zapas paliwa wystarczał na 1200 km.